# Gauhar Khan
Gauhar Khan (Gauahar Khan, 23 de agosto de 1983) es una modelo y actriz india. Después de adelantar una carrera en el modelaje, hizo su debut como actriz en la película de Yash Raj Films Rocket Singh: Salesman of the Year (2009). Khan también protagonizó la cinta de suspenso Game (2011), el drama de venganza Ishaqzaade (2012), el thriller Fever (2016), la comedia romántica Badrinath Ki Dulhania (2017) y el drama histórico Begum Jaan (2017). Protagonizó el musical de Bollywood Zangoora.

## Filmografía

### Cine
- 2004 -	Aan: Men at Work
- 2004 -	Shankar Dada M.B.B.S.
- 2009 -	Rocket Singh: Salesman of the Year
- 2010 -	Once Upon a Time in Mumbai
- 2011 -	Game
- 2012 -	Ishaqzaade
- 2015 -	Oh Yaara Ainvayi Ainvayi Lut Gaya
- 2016 -	Kyaa Kool Hain Hum 3
- 2016 -	Fever
- 2016 -	Fuddu
- 2017 -	Badrinath Ki Dulhania
- 2017 -	Begum Jaan
- 2018 -	Nine Hours in Mumbai